# Carlitos (football, 1990)
Pour les articles homonymes, voir Carlitos.
Carlos Daniel López Huesca, plus connu sous le nom de Carlitos, est un footballeur espagnol né le 12 juin 1990 à Alicante. Il occupe actuellement le poste d'attaquant au Panathinaïkós, dans le championnat grec.
Son frère Rubén (en) est également footballeur professionnel.

## Biographie

### Parcours sinueux dans les divisions inférieures
Natif d'Alicante dans la communauté valencienne, Carlitos joue dans sa jeunesse dans différents clubs de la région, comme l'Alicante CF, le Hércules CF ou le Elche CF.
En 2012, il part en Russie pour jouer en deuxième division avec le Petrotrest Saint-Pétersbourg.
Lors des saisons suivantes, entrecoupées par un passage à l'Aris Limassol en deuxième division chypriote, Carlitos évolue en troisième et quatrième division espagnole.

### Se révèle en Pologne (2017-2019)
Le 22 juin 2017, Carlitos signe un contrat d'un an (avec option de prolongation) avec le Wisła Cracovie en Pologne, entraîné par son compatriote Kiko Ramírez (en). Lors de son premier match en championnat, contre le Pogoń Szczecin, il marque son premier but, sur coup franc direct. Pour sa première saison avec le Wisła, il termine meilleur buteur du championnat, avec 24 buts inscrits en 36 matchs. Cette saison-là, il est l'auteur d'un triplé, lors de la réception du Śląsk Wrocław, le 9 mars 2018. Par la suite, lors du gala organisé par la ligue, il est également désigné meilleur attaquant et meilleur joueur du championnat.
Le 5 juillet 2018, en fin de contrat avec le Wisła qui connaît en plus de graves problèmes financiers, il s'engage pour trois années avec le Legia Varsovie, champion en titre. Il fait ses débuts avec le club lors de la Supercoupe de Pologne, contre l'Arka Gdynia (défaite trois buts à deux). Lors de sa première saison avec le club de la capitale, il inscrit 16 buts et termine à la troisième place du classement des buteurs, derrière Igor Angulo (24 buts) et Marcin Robak (18 buts).
Pourtant meilleur buteur du Legia en 2019, Carlitos est mis en concurrence par son entraîneur Aleksandar Vuković, intronisé en avril, et prend le plus souvent place sur le banc en début de saison 2019-2020.

### Exil dans le Golfe puis retour en Europe
Annoncé partant vers les pays du Golfe, Carlitos s'engage le 9 septembre 2019 avec le club émirati de Al-Wahda. Lors des neuf premiers matchs de championnat, il inscrit cinq buts, avant de ne plus être appelé dans le groupe. Fin décembre, son contrat est résilié, officiellement pour « problèmes techniques » mais dans les faits pour laisser la place d'extra-communautaire au Coréen Lee Myung-joo, en instance d'arrivée.
Le 28 janvier 2020, il signe un contrat de trois ans et demi avec le club grec du Panathinaïkós. Ayant déjà joué pour deux clubs différents au cours de la saison, il devra attendre l'été 2020 et le début de la nouvelle saison pour faire ses débuts avec le Pana.

## Palmarès
Legia Varsovie
- Championnat de Pologne : 
  - Meilleur buteur : 2017-18 (24 buts)
  - Meilleur joueur : 2017-18[4]

 Panathinaïkós
- Coupe de Grèce
  - Vainqueur : en 2022.